# 黎天祚
黎天祚（16世紀—17世紀），原名黎時昌，字善原，廣東廣州府東莞縣人，明朝政治人物。

## 生平
黎天祚是萬曆四年（1576年）的舉人，授永康教諭，陞新化知縣，調任峽江，在兩地都有名聲。之後他在萬曆三十年（1601年）改任詔安知縣，部屬不敢欺暪他，又在當地推辭例金、實行保甲，捐俸興建南山塔，嚴謹處理政事，判決不曾有冤案。不久海盜入侵，他處理得當，簡單撲滅，人民得以保全；再改任新寧知州、晉府左長史，詔安人為他立祠在縣西邊。

## 引用
1. 1 2  民國《東莞縣志·卷五十九·人物略六》：黎天祚，原名時昌，字善原，凰涌人，領萬厯四年鄉薦，授永康教諭，陞新化縣知縣，調峽江，所至有聲 張志 。復調詔安，至則却例金、行保甲、捐俸建南山塔，時海寇陸梁所過蹂躪，邑以有備得全，邑人祠祀之，後遷廣西新寧知州、晉府左長史。 《詔安縣志》
2. ↑  民國《詔安縣志·卷十·職官志》：黎天祚，粵之東莞人也，萬歷三十年由舉人居是任，吏不敢欺、人不敢干，却例金、行保甲，嚴謹自持以勤政事。時值神宗臨御日久，海內承平，天祚思患預，防為苞桑戶牖之計，其後海寇陸梁，天祚稍稍撲滅之，判決天訟獄業未嘗有冤，建南山塔以助文峯，凡所欲為興革必於民有裨大抵，其行事剛毅綜覈類龔有成，明敏有為類梁士楚，天祚去，詔人祀于邑之西偏。